# Remington Rand

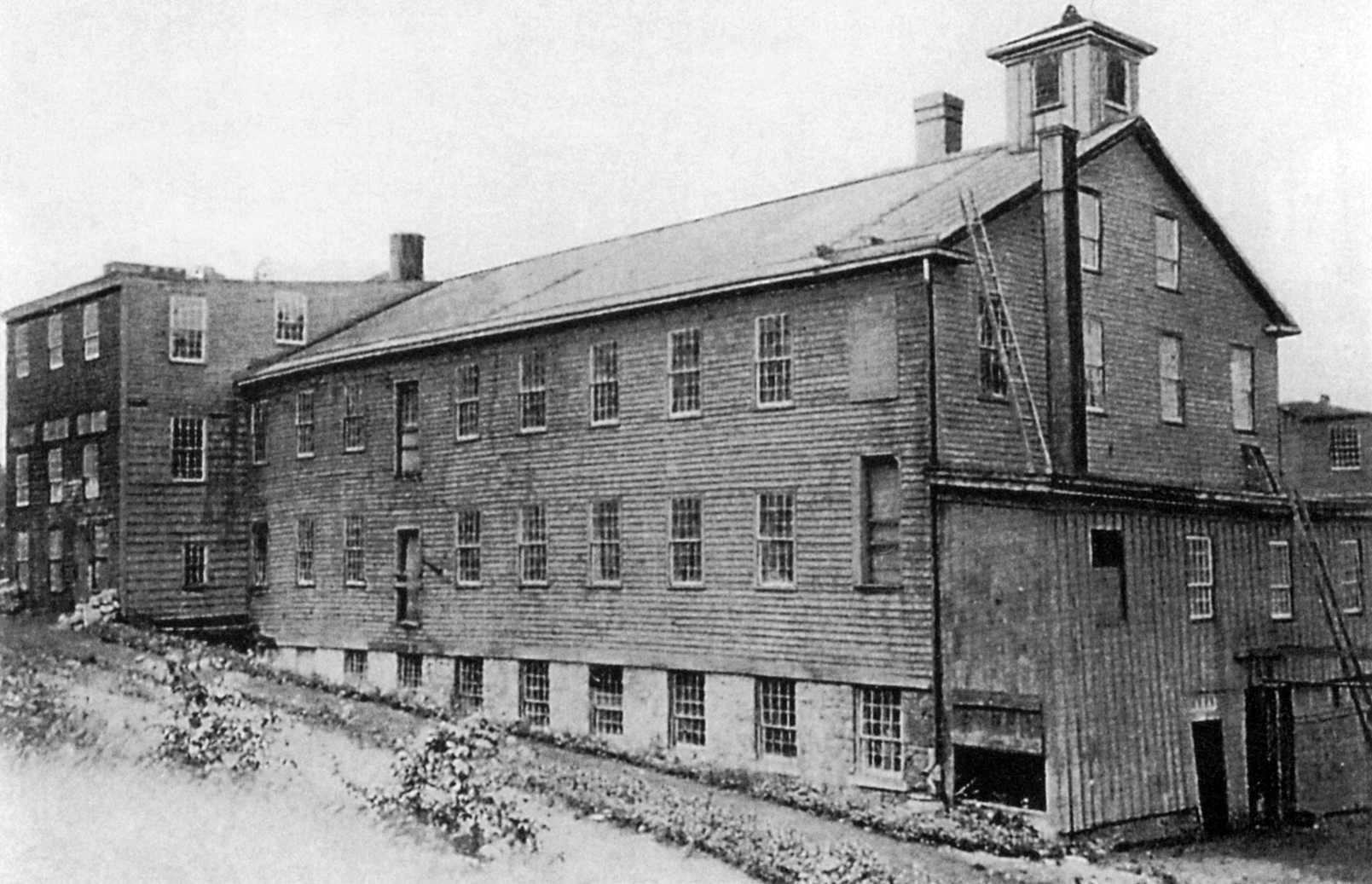
Pierwsza fabryka firmy Remington.

Remington Rand – amerykański producent sprzętu biurowego i informatycznego, powstały w 1873 r. jako E.Remington and Sons po wydzieleniu z Remington Arms.
Pierwszym produktem przedsiębiorstwa była maszyna do pisania – po ponad 50 latach, w 1925 r., już jako Remington Typewriter Company, firma wyprodukowała pierwszą elektryczną maszynę do pisania. W 1927 Remington połączył się z Rand Kardex, tworząc Remington Rand.
W 1949 r. Remington Rand opracował maszynę 409, która była pierwszym komputerem przeznaczonym dla biznesu, sprzedawanym później jako Univac 60 i 120 – był to też pierwszy komputer użyty przez amerykański the U.S. Internal Revenue Service. W 1950 firma nabyła Eckert-Mauchly Computer Corporation, twórcę UNIVAC I. W 1953 Remington Rand opracowała UNIVAC 1103, pierwszy komercyjny komputer z pamięcią RAM.
W 1955 Remington Rand połączyła się z firmą Sperry Corporation, tworząc Sperry Rand.